# Haitis flag
Haitis flag er vandret delt i blåt over rødt. Flaget er i størrelsesforholdet 3:5. I sin nuværende form blev flaget officielt taget i brug 17. februar 1986, men flaget stammer fra begyndelsen af 1800-tallet. 
Nationalflaget er et horisontalt delt flag med blåt øverst og rødt nederst, mens statsflaget desuden har nationalvåbenet på et hvidt felt midt i flaget. Haitis nationalvåben viser et palmetræ med en frihedshue på toppen. Palmen er flankeret af en flagborg og har to kanoner, kanonkugler, trommer og trompeter i front. Nationalvåbenet bærer mottoet L'Union Fait La Force (Enhed giver styrke). Nationalflaget uden nationalvåben fungerer også som handelsflag, mens flaget med nationalvåben også er orlogsflag.

## Flaghistorie
Haitis flag stammer fra revolutionstiden da konventet i Paris udnævnte Toussaint L'Ouverture til guvernør over øen. I 1798 tog han den franske trikolore i brug. Dette skulle være et symbol for at revolutionens frihedsidealer også gjaldt Haitis slavebefolkning, frigivet efter at den franske nationalforsamling forbød slaveri 15. maj 1791. Trikoloren var i brug indtil L'Ouvertures fald i 1802.
I maj 1803 bestemte Jean-Jacques Dessalines at flaget skulle ændres. Det hvide felt blev taget bort da dette nu blev tolket som at repræsentere undertrykkerne. Farverne rødt og blåt blev tolket som at repræsentere Haitis befolkning bestående af sorte og mulatter. Farverne blåt og rødt blev benyttet både i horisontale og vertikale striber. Æren for at have syet det første flag tilskrives Dessalines' guddatter Catherine Flon som under Arcahaiekongressen 18. maj 1803 syede den røde og blå del af et flag sammen, hvor det hvide var blevet revet bort. Da Haiti 1. januar 1804 vedtog selvstændighed og en forfatning blev blåt og rødt benyttet som det uafhængige Haitis flag. Den blå farve blev imidlertid ændret til sort 20. maj 1805 efter at Dessalines i oktober 1804 var udråbt til kejser under navnet Jacques I. Den sorte farve skulle da repræsentere friheden de sorte kæmpede for. Sort og rødt blev benyttet indtil Dessalines blev myrdet i 1806, men farverne blev også benyttet af 1811-1820 af kongedømmet som blev etableret i det nordlige Haiti. Da landet i 1822 blev samlet under republikken ser flaget med horisontale striber, blåt over rødt, ud til at være blevet enerådende. Med tillæg af nationalvåbenet, blev det bekræftet i senere konstitutioner. 
Under sommer-OL i Berlin i 1936 blev det opdaget at Haiti og Liechtenstein benyttede samme flag, noget som førte til at Liechtenstein tillagde en krone i sit flag. Haitis flag forblev imidlertid uændret indtil 21. juni 1964 da landets præsident Duvalier bestemte sig for at vende tilbage til flaget i sort og rødt i grundloven som da blev indført. Baggrunden var Duvalier politiske program for en "sort revolution". Flaget i sort og rødt, også dette med nationalvåbenet i hvidt felt i midten for statsflagets vedkommende, blev benyttet under Duvalier-familiens regime frem til dette blev styrtet i 1986. 